# شین ژی‌لی
شین ژی‌لِی (چینی: 辛芷蕾; پین‌یین: Xīn zhǐlěi؛ زادهٔ ۱۸ آوریل ۱۹۸۶) بازیگر اهل چین است. او به خاطر ایفای نقش در لذت زندگی (۲۰۱۹) و گرگ (۲۰۲۰) شناخته می‌شود.

## اوایل زندگی
شین زادهٔ هنگانگ، هیلونگ‌جیانگ، چین است. او در رشته طراح مد در هاربین تحصیل می‌کرد پیش از اینکه به بازیگری روی بیاورد. او حرفه بازیگری خود را با ایفای نقش در مجموعه تلویزیونی پوست رنگ شده (۲۰۱۱) آغاز کرد. شین از آکادمی مرکزی تئاتر فارغ‌التحصیل شده است.